# Собачі перегони

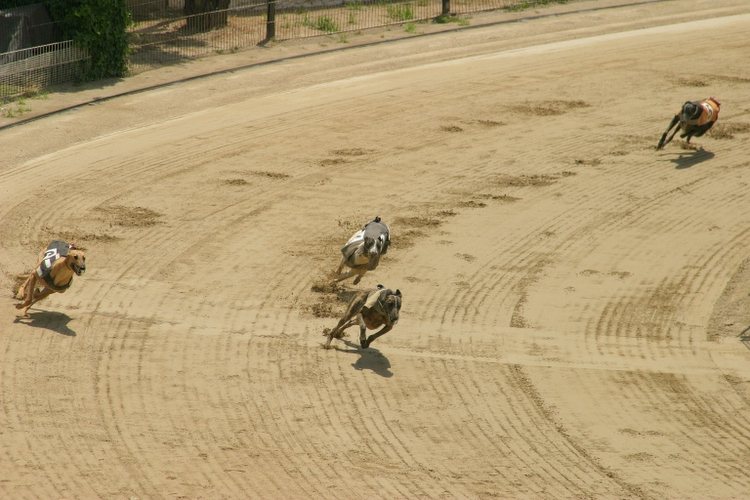
Собачі перегони. Забіг по круговому треку.

Собачі перегони — спортивні змагання у вигляді забігів собак (зазвичай хортів або ґрейгаундів), які переслідують приманку у вигляді штучного зайця або кролика. Переможцем є собака, яка перша перетинає лінію фінішу.

## Історія
В Англії перші забіги хортів зі штучним зайцем пройшли в 1776 році. В даний час собачі перегони особливо популярні в Австралії, США, Європі (Англії, Німеччини, Австрії, Франції, Бельгії, Нідерландах, Данії, Фінляндії, Швейцарії, Угорщині, Чехії). Найшвидшою породою собак вважається ґрейгаунд, з середини XX століття в забігах також беруть участь афгани, азаваки, ірландські вовкодави, левретки, такси та інші.

## Собачі перегони в культурі
- Собачі перегони присутні в сюжеті першого епізоду Сімпсонів (Сімпсони смажать на відкритому вогні).
- «Собачі перегони» [Архівовано 18 липня 2018 у Wayback Machine.] (дослівно — «Сосисочні перегони»), сімейний фільм 2015 року, висвітлює вигадані міжнародні перегони такс (англомовна жартівлива назва такси — «віденська сосиска»)